# 아나이스 그래놉스키
어나이스 그러노프스키(Anais Granofsky, 영어 발음: /əˈnaɪ.ɪs/, 1973년 5월 14일 ~ )는 캐나다의 배우, 영화 감독, 각본가, 영화 제작자이다.
스프링필드에서 태어났다.

## 작품 목록
- 인비테이션 (2001년)
- 두 자매의 이상한 여행 (2001년)
- 자비를 베풀어줘 (1999년)
- 쓰리 투 탱고 (1999년)
- 화이트 레이븐 (1998년)
- 파이어 트랙 (1997년)
- 행복했던 여자 (1991년)
- 드그래시 하이 (1987년)

### 텔레비전 출연
- 니키타 (1997-98)